# Gran Premi d'Austràlia del 2006
Resultats del Gran Premi d'Austràlia de Fórmula 1 de la temporada 2006 disputat al circuit de Melbourne el 2 d'abril de 2006.

## Resultats
| Pos | No | Pilot                | Equip               | Voltes | Temps/ Retirada | Pos. de sortida | Punts |
| --- | -- | -------------------- | ------------------- | ------ | --------------- | --------------- | ----- |
| 1   | 1  | Fernando Alonso      | Renault             | 57     | 1h 34' 27. 870  | 3               | 10    |
| 2   | 3  | Kimi Räikkönen       | McLaren-Mercedes    | 57     | + 1.8 s         | 4               | 8     |
| 3   | 7  | Ralf Schumacher      | Toyota              | 57     | + 24.8 s        | 6               | 6     |
| 4   | 16 | Nick Heidfeld        | BMW Sauber-BMW      | 57     | + 31.0 s        | 8               | 5     |
| 5   | 2  | Giancarlo Fisichella | Renault             | 57     | + 38.1 s        | 2               | 4     |
| 6   | 17 | Jacques Villeneuve   | BMW Sauber-BMW      | 57     | + 49.5 s        | 19              | 3     |
| 7   | 11 | Rubens Barrichello   | Honda               | 57     | + 51.9 s        | 16              | 2     |
| 8   | 14 | David Coulthard      | Red Bull-Ferrari    | 57     | + 53.9 s        | 11              | 1     |
| 9   | 21 | Scott Speed          | Toro Rosso-Cosworth | 57     | + 1'18.8 min.   | 18              |       |
| 10  | 12 | Jenson Button        | Honda               | 56     | Motor (a 1 v.)  | 1               |       |
| 11  | 19 | Christijan Albers    | MF1-Toyota          | 56     | + 1 Volta       | 17              |       |
| 12  | 22 | Takuma Sato          | Super Aguri-Honda   | 55     | + 2 Voltes      | 21              |       |
| 13  | 23 | Yuji Ide             | Super Aguri-Honda   | 54     | + 3 Voltes      | 22              |       |
| Ret | 4  | Juan Pablo Montoya   | McLaren-Mercedes    | 46     | Part Elèctrica  | 5               |       |
| Ret | 18 | Tiago Monteiro       | MF1-Toyota          | 39     | Part Mecànica   | 20              |       |
| Ret | 20 | Vitantonio Liuzzi    | Toro Rosso-Cosworth | 37     | Accident        | 12              |       |
| Ret | 5  | Michael Schumacher   | Ferrari             | 32     | Accident        | 10              |       |
| Ret | 9  | Mark Webber          | Williams-Cosworth   | 22     | Transmissió     | 7               |       |
| Ret | 15 | Christian Klien      | Red Bull-Ferrari    | 4      | Accident        | 13              |       |
| Ret | 8  | Jarno Trulli         | Toyota              | 0      | Accident        | 9               |       |
| Ret | 10 | Nico Rosberg         | Williams-Cosworth   | 0      | Accident        | 14              |       |
| Ret | 6  | Felipe Massa         | Ferrari             | 0      | Accident        | 15              |       |

## Altres
- Pole : Jenson Button 1' 25.229, 1' 26.337 i 1' 28.081

- Volta ràpida:  Kimi Räikkönen 1' 26. 045 (a la volta 57)